# 青山威廉
青山威廉（日语： Aoyama William；2000年5月19日 - ），日裔美國歌手，出生於加州，曾為日本男子音樂組合INTERSECTION成員。2022年3月31日，隨著Intersection无限期停止活动，威廉与avex的合约同时结束。
威廉出生於美國加利福尼亞，兩歲搬回日本，曾是日本青少年奧運國家代表隊選手，在東京都的國際學校上課時期，與米卡、慶怜、和馬相遇，並組成男子演唱組合Intersection。